# علی خسروی پویا
علی خسروی‌پویا (متولد ۴ خرداد ۱۳۶۴ در سبزوار) مربی پرورش اندام و قهرمان تک حرکت پرس سینه است. وی در سال ۲۰۱۵ در مسابقات جهانی در کورسک، روسیه قهرمان جهان شد.
همچنین تاکنون ۱۴ دورهٔ متوالی قهرمان پرس سینه ایران بوده و در سال ۱۳۹۱ توانست با مهار۷۸۹۴۰ کیلوگرم پرس، سنگین‌ترین وزنهٔ تاریخ ایران را در وزن ۱۱۸ کیلوگرم بلند کند.

## زندگی‌نامه
او فعالیت ورزشی‌اش را از سال ۱۳۷۵ با بدنسازی آغاز کرد، پس از آن، از سال ۱۳۸۳ به‌طور حرفه‌ای در رشته تک حرکت پرس سینه ادامه داد.
در سال ۱۳۸۴ ازدواج کرد و اکنون صاحب یک فرزند به نام عِمران است.
علاوه بر ورزش او به عنوان اپراتور در برق منطقه ای خراسان در پست ۱۳۲ کیلو ولت بیهق مشغول به کار می‌باشد.

## افتخارات
صرف نظر از عناوینی در سطح شهرستان و عناوین استانی، ایشان دارای سوابق قهرمانی زیر می‌باشد:
- ۱۴ دوره قهرمانی ایران؛
- ۲ دوره قهرمان قهرمانان (اورال) ایران؛
- قهرمان قهرمانان در تورنمنت بین‌المللی ترکیه در سال ۲۰۱۵ میلادی؛[۳]
- قهرمان جهان در مسابقات جهانی کورسک، روسیه در سال ۲۰۱۵ میلادی؛[۴]
- قهرمان اوراسیا در مسابقات مسکو، روسیه در سال ۲۰۱۷ میلادی.[۵]

همچنین توانسته است وزنه ۴۱۰ کیلوگرم را مهار کند، این در حالی است که رکورد جهانی پرس سینه ۳۵۶ کیلوگرم است.